# Andra grynnan
Andra grynnan är en ö i Finland.   Den ligger i den ekonomiska regionen  Vasa  och landskapet Österbotten, i den sydvästra delen av landet, 400 km nordväst om huvudstaden Helsingfors.